# Азовское (Бердянский район)
Азовское (укр. Азовське, до 2016 года — Луначарское) — село,
Бердянская городская община,
Бердянский район,
Запорожская область,
Украина.
Код КОАТУУ — 2320683001. Население по переписи 2001 года составляло 2473 человека.
Является административным центром Луначарского сельского совета, в который не входят другие населённые пункты.

## Географическое положение
Село Азовское находится на берегу реки Куцая Бердянка, которая через 2 км впадает в Азовское море, в 2,5 км от города Бердянск.
Через село проходят автомобильные дороги М-14 (E 58) и Р-37.
Рядом проходит железная дорога, станция Берда в 7-и км.
Юго-западнее расположен палеонтологический памятник природы местного значения Участок побережья Азовского моря.

## История
- 1861 год — дата основания как село Ивановка на месте ногайского поселения Котур-Оглы болгарами-колонистами.
- В 1918 году (по другим данным в 1922 году) переименовано в село Луначарское.
- В 2016 году переименовано в село Азовское.
- 25 февраля 2022 года оккупировано Россией[2].

## Экономика
- «Наша Рыба-Бердянск», ООО.
- «Нива плюс», ЧАФ.

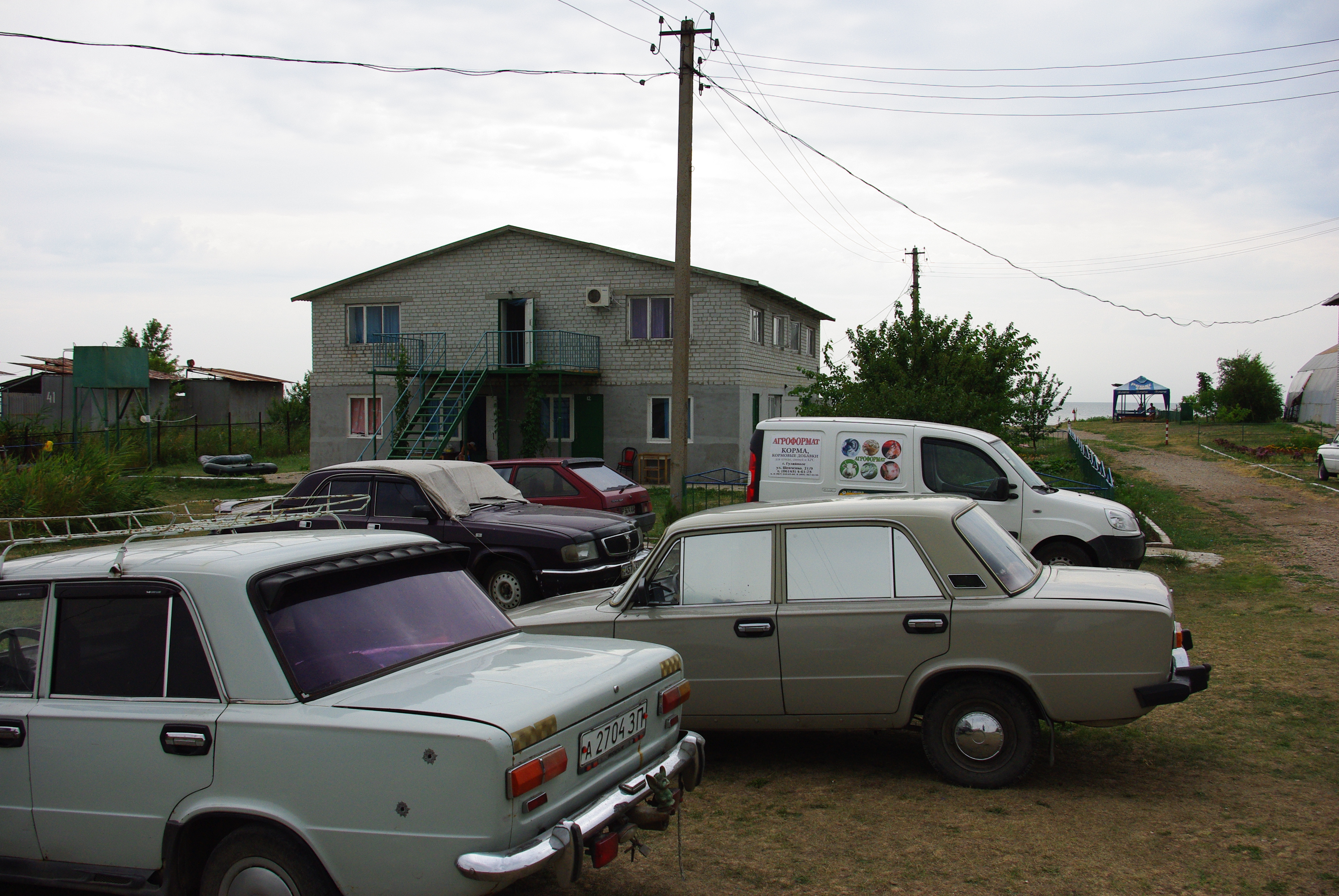
Главный корпус базы отдыха Гвоздика

- Племобъединение «Бердянское», ООО.
- База отдыха «Гвоздика».
- Дорожно-строительное управление № 22, ОАО.
- Бердянский гослесхоз.
- ТД Сигма

## Объекты социальной сферы
- Школа.
- Детский сад.
- Дом культуры.
- Фельдшерско-акушерский пункт.
- Церковь Святителя Ермогена

## Достопримечательности
- Братская могила советских воинов.
- Братское захоронение участников первого Бердянского совета